# Leon Bankoff
Leon Bankoff est un dentiste et mathématicien américain né le 13 décembre 1908 à New York et décédé le 16 février 1997.

## Biographie

Le cercle de Bankoff

Bankoff a suivi des études de dentiste à l'université de New York. Plus tard, il a déménagé vers Los Angeles, en Californie, où il a enseigné à l'université de Californie du Sud ; dans le même temps, il a terminé ses études. Il a pratiqué durant 60 ans comme dentiste à Beverly Hills où il comptait de nombreuses célébrités parmi ses patients.
Parallèlement à cette activité de dentiste, Bankoff a pratiqué le piano et la guitare, il parlait couramment l'espéranto, s'est intéressé à la sculpture et au développement de l'informatique. Surtout, il fut un spécialiste reconnu dans le monde mathématique en tant qu'expert de la géométrie plane. Depuis les années 1940, il a publié de nombreux articles en tant que coauteur ; il a notamment collaboré avec Paul Erdős sur un article de mathématiques, ce qui lui confère un nombre d'Erdős égal à 1.
De 1968 à 1981, Bankoff fut le directeur de la rubrique Problèmes du Pi Mu Epsilon (en) Journal, où il a publié quelque 300 problèmes d'aire en géométrie plane, utilisant en particulier le théorème de Morley et l'arbelos d'Archimède.
Parmi ses découvertes à propos de l'arbelos figure le cercle de Bankoff (en), dont l'aire est égale à celle des cercles d'Archimède.

## Publications
- How Did Pappus Do It?, The Mathematical Gardner, David Klarner ed. (Pridle, Weber & Schmidt, 1981).
- The Metamorphosis of the Butterfly Theorem, Mathematics Magazine, Mathematical Association of America, octobre 1987.
- The Asymmetric Propeller, (avec Paul Erdős et Murray S. Klamkin (en)), Mathematics Magazine, 46 (1973), 270-272.